# 趙莘
趙莘（？—？），字師尹，直隸大名府開州長垣縣人，民籍，明朝政治人物。

## 生平
嘉靖二十五年（1546年）丙午科順天府鄉試第三名舉人。嘉靖三十八年（1559年）中式己未科三甲第一百五十一名進士。知临颍县，官至貴州參政，万历九年致仕。及卒，乡人私謚介修先生。

## 家族
曾祖趙讓；祖父趙銘，封吏部主事；父趙祜，苑馬寺卿 贈中大夫。母王氏（封安人）。